# Sông Zula
Sông Zula (tiếng Tây Ban Nha: Río Zula) là một sông của México.